# Joan de Balaguer i Carbonell
Joan de Balaguer i Carbonell, conegut com a Joan Balaguer o dafunk (Sant Esteve de Palautordera, 27 de març de 2006), és un músic català. Va començar a estudiar música a l'Escola Municipal de Música de Santa Maria de Palautordera on estudià baix elèctric i teoria musical. Més tard entra a formar part de la Black Music Big Band Junior de Girona on fundarà l'any 2019, juntament amb Júlia Ensesa, Pau Garcia, Mariona Callís i Joan Matacàs el grup Sound On, precursor d'Oxigen. del qual és baixista en l'actualitat. L'any 2020 publica amb el grup el primer senzill titulat Desitjos, música i lletra de Miquel Abras, i l'any 2023 el primer àlbum del sextet gironí que porta per títol No fa tant.